# 石井忠義
石井 忠義（いしい ただよし）は、戦国時代の武将。九州千葉氏および龍造寺氏の重臣。千葉氏の家臣石井式部大輔忠保の嫡男。肥前国佐嘉郡飯盛城主。

## 来歴
佐賀県立図書館鍋島家文庫所蔵の『石井系譜』によれば、父は九州千葉氏の家臣・石井式部大輔忠保。母は国衆・於保鎮宗の娘とされる。肥前石井氏の祖である祖父・石井越後守式部大輔忠国は、千葉介の玄孫で、肥前国小城郡司・千葉胤紹や千葉教胤の家老に立身出世した人物である。
千葉氏が内紛により勢力の衰退をみせると、父・忠保は、小城千葉城下の石井屋敷を引き払い、知行地の肥前国佐嘉郡飯盛村に土着して、飯盛城主になり、独立傾向を強めた。
父・忠保の没後、家督を継いで飯盛城主となった忠義は、千葉氏直参の身分を保ちながら、佐賀城主・龍造寺康家と、分家した家兼の父子と懇意になった。
忠義には、嫡男・和泉守忠清（嫡男家）、二男・石見守忠繁（二男家）、三男・三河守義昌（三男家）、四男・駿河守忠本（四男家）、五男・尾張守兼清（五男家）がいたが、それぞれに一家を立てさせて（石井五家）、石井党という同族武士団を形成して、鍋島氏とともに龍造寺氏を佐嘉郡一帯の旗頭として擁立した。
正室は、佐嘉郡の地侍・金持尾張守保広の娘。
なお、『葉隠』では、「石井駿河守忠吉（忠義）、当国石井の元祖」とし、祖父・越後守式部大輔忠国 との混同が見られる。